# Zbigniew Kantorowicz
Zbigniew Kantorowicz (ur. 24 lipca 1947 w Gliwicach) – polski działacz samorządowy i partyjny, ekonomista, w latach 1977–1979/80 prezydent Tarnobrzega.

## Życiorys
Syn Jerzego i Krystyny, pochodzi z rodziny inteligenckiej. Ukończył studia ekonomiczne. W 1973 wstąpił do Polskiej Zjednoczonej Partii Robotniczej, od marca do sierpnia 1977 był zastępcą kierownika Wydziału Ekonomicznego Komitetu Wojewódzkiego PZPR w Tarnobrzegu. 12 sierpnia 1977 objął stanowisko prezydenta Tarnobrzega. Zakończył pełninienie funkcji najpóźniej w 1980. W III RP pracował jako dyrektor tarnobrzeskiej delegatury Krajowego Biura Wyborczego.

## Odznaczenia
W 2000 odznaczony Krzyżem Kawalerskim Orderu Odrodzenia Polski za wybitne zasługi w działalności na rzecz demokratyzacji prawa wyborczego i przeprowadzanych wyborów. W 2012 wyróżniony Medalem „Zasłużony Tarnobrzeżanin”.